# Reederei Johann Kahrs
Die J. Kahrs Bereederungs GmbH & Co. KG, früher Reederei Johann Kahrs, ist eine Reederei in Jork. Sie nahm 1886 ihren Betrieb auf, als Johann Kahrs einen Besanewer kaufte. Heute werden Feederschiffe eingesetzt.

## Geschichte

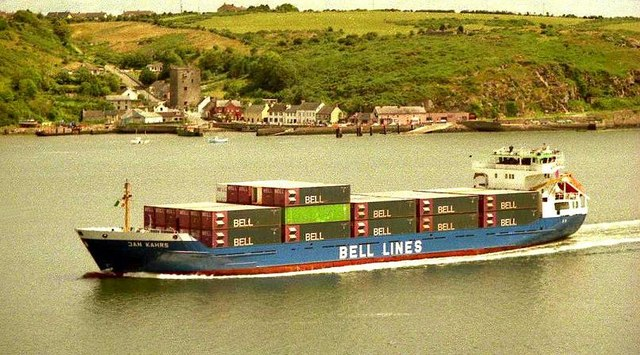
Die 1988 gebaute Jan Kahrs (3) wurde an Bell Lines verchartert

Zodiacus hieß das erste Schiff, ein mit 76 BRT vermessener Besanewer, der 1855 von G. H. Bröhan in Buxtehude gebaut und von Johann Kahrs 1886 gekauft wurde. Sein Sohn, der Kleinschiffer Heinrich Kahrs, begann 1891 mit dem 1883 gebauten Ewer Hertha, den er 1898 gegen den Ewer Maria tauschte.
Sein Sohn Johann Kahrs wiederum machte sich 1925 mit dem Kauf der Galiot Sleipner (87,5 BRT) als Schiffer selbstständig. Auf der Harburger Werft Wandmaker ließ er 1926 ein 50 PS starken Motor einbauen. 1930 wurde die Sleipner verkauft, und er erwarb die Schoneryacht Hanna (100 BRT, 49,6 NRT, 1909 in Rendsburg vom Stapel gelaufen als Miranda), die er in Sleipner II umbenannte. Seinen ersten Neubau Sleipner (217 BRT) wollte er 1940 übernehmen, er wurde jedoch von der Kriegsmarine beansprucht, wurde 1941 übergeben, 1951 verlängert und 1958 verkauft.
Der Sohn Johann Kahrs, die vierte Generation, hatte sein Schifferpatent erworben und mit seinem Vater 1953 das Küstenmotorschiff Nora (226 BRT) gekauft, das in Sleipner II (2) umbenannt wurde. Es wurde 1956 von dem Neubau Sleipner II (497 BRT) der Stader Schiffswerft ersetzt und drei Jahre später durch den modifizierten Nachbau Sleipner I (424 BRT) ebenfalls von der Stader Schiffswerft abgelöst. Jan Kahrs hieß der mit 499 BRT vermessene Neubau von der Stader Schiffswerft, der 1963 übernommen wurde und in der Schiffsliste die Nummer 10 erhielt. Als Nummer 11 kam 1969 von der Sietas-Werft die Baltic Concord (499 BRT, 2.430 tdw), die 1970 in Elke Kahrs umbenannt wurde. 1970 starb Johann Kahrs und sein Sohn Johann Kahrs übernahm den Reedereibetrieb.
1971 wurde der deutlich größere Neubau Stade (999 BRT, 1.245 tdw) von der Werft De Waal in Zaltbommel an den Korrespondentreeder Johann Kahrs abgeliefert – das Schiff ging bereits am 5. August 1972 im Ärmelkanal vor Cherbourg nach einer Kollision mit dem kolumbianischen Frachter Ciudad de Manizales verloren, wobei elf der 13 Besatzungsmitglieder umkamen. Die Weserdeich, 1967 von der Lühring-Werft abgeliefert, wurde 1974 als Uwe Kahrs in die Familienreederei übernommen und der von der Norderwerft gebaute Neubau Jan Kahrs (2) folgte im Januar 1977. Das mit Ladekränen ausgerüstete Containerschiff Sleipner (3) (1.599 BRT, 3.854 tdw) wurde 1984 von der Sietas-Werft an die Reederei MS Sleipner Johann Kahrs KG abgeliefert. Im Herbst 1988 folgte die Jan Kahrs (3), welche im Langzeitcharter für die irische Reederei Bell Lines zum Einsatz kam. Das Schiff Nr. 19, die Uwe Kahrs mit 4.000 BRZ und 5.865 tdw wurde im Mai 1997 von der Elbewerft Boizenburg abgeliefert. Das Containerfeederschiff des Typs EWB 500 konnte 523 TEU laden.
2007 wurde die Este Shipmanagement als Zusammenschluss von drei Schifffahrtsunternehmen (J. Kahrs Bereederung, Bernd Becker Shipmanagement sowie H. H. Shipping) mit einem gemeinsamen Büro in Jork gegründet. Insgesamt verfügte Este Shipmanagement 2017 über 14 Schiffe: Die fünf Containerfeederschiffe Samskip Courier, Samskip Express, Sleipner, Skirner sowie Slidur mit jeweils 9.300 tdw und 803 TEU gehörten zur Kahrs-Flotte. Sie wurden zwischen 2005 und 2007 von J. Kahrs Schiffahrt GmbH & Co. KG in Betrieb genommen. Seit 2017 arbeitet die Reederei Kahrs mit weiteren mittelständischen Reedereien im Verbund der Hanse Ship Management AG in Stade zusammen.